# سنت-سورژ-سور-اندر
سنت-سورژ-سور-اندر (به فرانسوی: Sainte-Sévère-sur-Indre) یک کمون در فرانسه است که در اندر واقع شده‌است. سنت-سورژ-سور-اندر ۲۶٫۰۳ کیلومتر مربع مساحت و ۸۵۱ نفر جمعیت دارد و ۳۰۷ متر بالاتر از سطح دریا واقع شده‌است.